# ブルース・ワッサースタイン

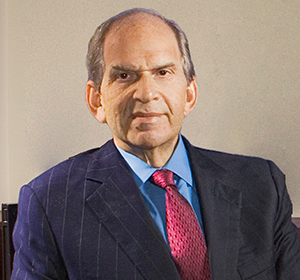
ブルース・ワッサースタイン

ブルース・ワッサースタイン（Bruce Wasserstein、1947年12月25日 - 2009年10月14日）はアメリカの投資家。
企業買収のアドバイザーとして知られ、「M&Aの魔術師」との異名がある。ファースト・ボストンの共同経営者を勤め、その後投資銀行ワッサースタイン・ペレラを経営した。ワッサースタイン・ペレラは2001年にドレスナー銀行に買収されドレスナー・クラインオート・ワッサースタイン(DrKW)となったが、現在はその経営を離れ、ラザード (Lazard Ltd.)のCEOとなっている。
2009年10月12日に不整脈のため入院し、14日に死亡した。
ピューリッツァー賞受賞の劇作家ウェンディ・ワッサースタインは妹。
| スタブアイコン | サブスタブ | この項目は、まだ閲覧者の調べものの参照としては役立たない、人物に関連した書きかけの項目です。この項目を加筆・訂正などしてくださる協力者を求めています（P:人物伝/PJ:人物伝）。 |